# Carl Hjorth
Carl Hjalmar Reinhold Hjorth, född den 15 juli 1875 i Stockholm, död där den 26 april 1949, var en svensk militär, gymnast och fäktare. Han var gift med Ellen Markstedt.
Hjorth blev underlöjtnant vid Livgardet till häst 1897 och löjtnant vid Svea trängkår 1899. Han genomgick gymnastikdirektörskurs vid Gymnastiska centralinstitutet 1899–1902. Hjorth var extra lärare där 1902–1903 och 1904–1910 samt ordinarie lärare 1910–1923. Han kommenderades till franska arméns fäktskola i Joinville-le-Pont 1903–1904 och fick statsstipendium för studier vid Olympiska spelen i London 1908. Som idrottsman var Hjorth aktiv deltagare som gymnast och fäktare vid Olympiska spelen i Paris 1900, Aten 1906 och London 1908 samt i svenska mästerskapen i florettfäktning. Han var chef för Stockholms stadion 1912–1916 och för bensinbyrån i Statens industrikommission 1917. Hjorth blev kapten i reserven 1913. Han innehade under en följd av år ett sjukgymnastiskt institut i Hamburg. Hjorth publicerade tillsammans med Sten Drakenberg Handledning i florettfäktning (1910). Han blev riddare av Vasaorden 1916 och av Svärdsorden 1922. Hjorth vilar på Norra begravningsplatsen utanför Stockholm.